# Хетеборн
Хетеборн (нем. Heteborn) — деревня в Германии, в земле Саксония-Анхальт, входит в район Гарци в составе общины Зельке-Ауэ.
Население составляет 379 человек (на 31 декабря 2008 года). Занимает площадь 14,94 км².

## История
Датой основания поселения считается 936 год, когда граф Зигфрид I отдал его в управление аббатства Корвей. В 964 же году, Геро I Железный, брат Зигфрида, передал Хетеборн в управление аббатства Хернроде.
1 января 2010 года, после проведённых реформ, произошло объединение коммун Хауснайндорф, Веддерштедт и Хетеборн в коммуну Зельке-Ауэ, а управление Балленштедт/Боде-Зельке-Ауэ было упразднено.

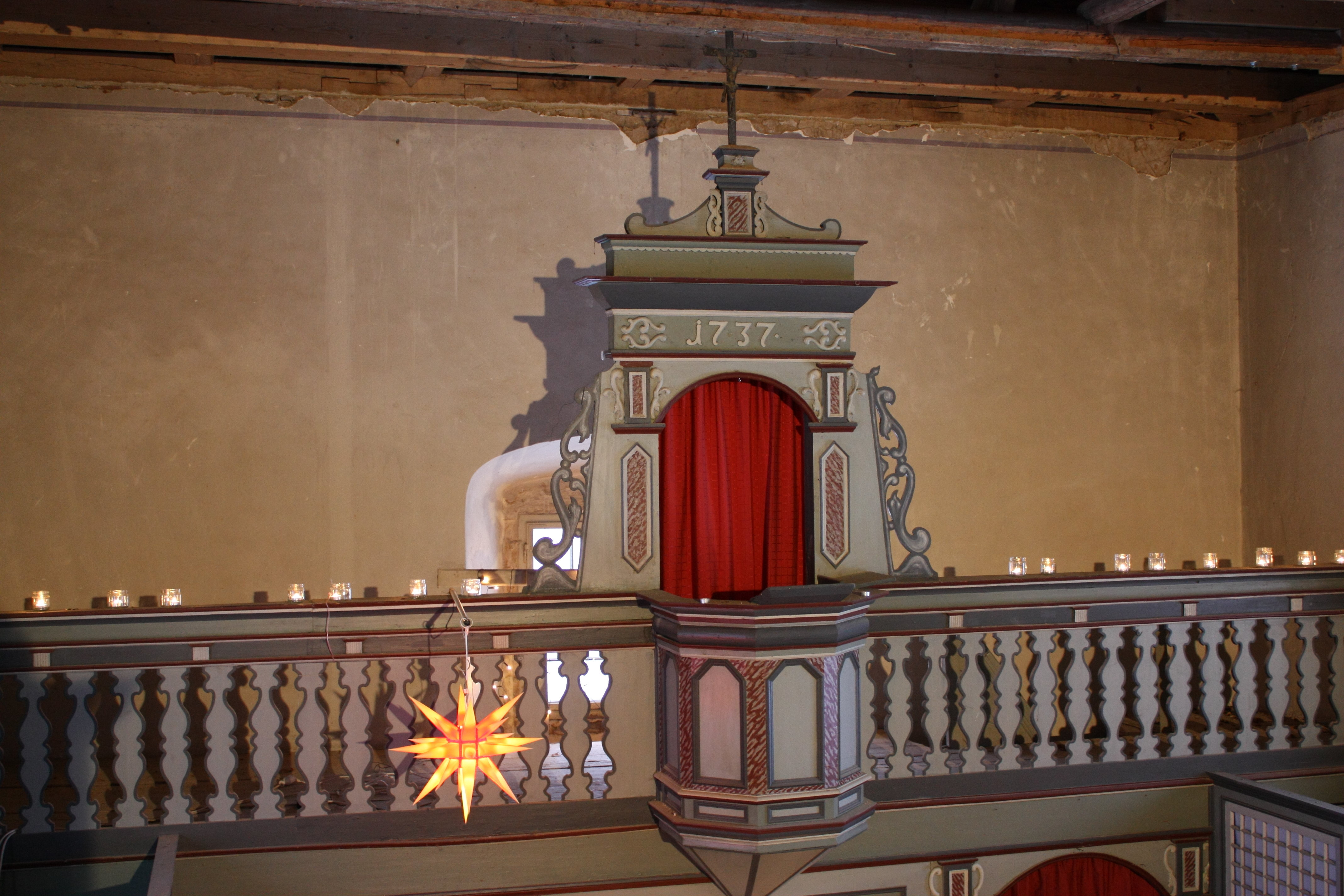
Внутреннее убранство церкви Хетеборна